# Wiktor Żwikiewicz
Wiktor Żwikiewicz (ur. 19 marca 1950 w Bydgoszczy) – polski pisarz science fiction.

## Życiorys
Ukończył Technikum Geodezyjne, od 1971 do 1975 pracował w Bydgoskim Przedsiębiorstwie Geodezyjno-Kartograficznym. Od 1975 do 1979 działał w studenckim teatrze „Próba” jako scenarzysta, reżyser oraz aktor. Później pracował jako plastyk w bydgoskim Kombinacie Budowlanym „Wschód” oraz jako specjalista od reklamy w Teatrze Polskim w Bydgoszczy. W 1979 założył Bydgoski Klub Miłośników Fantastyki „Maskon”.
Debiutował w 1971 opublikowanym na łamach „Młodego Technika” opowiadaniem Zerwane ogniwo. Jego utwory ukazały się w takich czasopismach jak „Nurt”, „Problemy”, „Przegląd Techniczny” oraz w almanachach: Kroki w nieznane, Wołanie na Mlecznej Drodze, Stało się jutro, Wehikuł wyobraźni, Gość z głębin i Drugi próg życia. Debiut książkowy to powieść Druga jesień ukończona w 1977 r., a wydana w 1982 r. Jest autorem ilustracji i okładek do swoich książek, a także kilkunastu książek wydanych w serii Fantazja–Przygoda–Rozrywka. 
Jego utwory to często eksperymenty myślowe, dotyczące zachowania człowieka w ekstremalnych sytuacjach i stawiające pytania ontologiczne. Ich przesłanie jest zwykle wieloznaczne. Jego utwory tłumaczone były na bułgarski, czeski, niemiecki, rosyjski, słowacki, węgierski. Od stycznia do grudnia 2007 roku na łamach miesięcznika „Science Fiction, Fantasy i Horror” ukazywał się wywiad – rzeka z Wiktorem Żwikiewiczem („Żwikipedia”), który prowadził Marek Żelkowski. Obaj autorzy redagowali w miesięczniku „SFFH” kącik recenzji książkowych pod nazwą „Żerowisko na Żwirowisku”. Obaj autorzy prowadzili audycję „Bibliotekarium” na antenie internetowego Radia Paranormalium.
Obecnie pracuje nad kilkoma niewydanymi książkami, po których "jego czas dobiegnie końca".

## Publikacje

### Opowiadania
- Instar omnium (1973; w „Młodym Techniku”; później tytułowe opowiadanie w jednym z tomów serii Stało się jutro)
- W cieniu Sfinksa (1976; z Krzysztofem Rogozińskim)
- Wołanie na Mlecznej Drodze (1973)
- Zerwane ogniwo (1971; debiut; w „Młodym Techniku”)
- Zwierciadło nieba (1976; w „Nurcie”)

### Zbiory opowiadań
- Podpalacze nieba (Nasza Księgarnia 1976)
- Happening w oliwnym gaju (Nasza Księgarnia 1977)
- Sindbad na RQM-57 (Nasza Księgarnia 1978)
- Kajomars i inne opowiadania (Oficyna Wydawnicza Epigram 2005)
- Maszyna (Solaris 2014)
- Appendix Solariana (Solaris 2014)

### Powieści
- Druga jesień (Wydawnictwo Poznańskie 1982)
- Imago (Krajowa Agencja Wydawnicza 1985)
- Ballada o przekleństwie (Nasza Księgarnia 1986)
- Delirium w Tharsys (Pomorze, 1987)
- Kosmodram Machu Picchu (w przygotowaniu)

### Komiks
- Larkis – pierwsza śmierć (miesięcznik „Fantastyka”  1989, wspólnie z Jackiem Rodkiem oraz Andrzejem O. Nowakowskim)